# Charles Arkoll Boulton
Pour les articles homonymes, voir Boulton.
Charles Arkoll Boulton, né le 17 avril 1841 à Cobourg en Ontario et mort le 15 mai 1899 à Russell au Manitoba, est un militaire canadien célèbre pour son action durant les rébellions de la rivière Rouge et du Nord-Ouest.
Petit-fils de D’Arcy Boulton, il étudie à l'Upper Canada College. Il sert à Gibraltar, Malte et Montréal avec le 100e Régiment à pied. En 1869, alors qu'il fait partie d'une équipe chargée d'effectuer le relevé cadastral de la colonie de la rivière Rouge, il est chargé par son chef de groupe, le colonel John Stoughton Dennis, de recruter quelques volontaires pour étouffer le soulèvement orchestré par Louis Riel. Quand 50 de ses volontaires sont capturés et emprisonnés, il fuit vers Portage la Prairie. Il y rencontre quelques rescapés, avec qui il tente de monter une opération de sauvetage. Capturés par les Métis de Riel, il est plus tard libéré et renvoyé en Ontario.
Installé près de Lakefield en Ontario, il y possède une scierie et devient conseiller municipal puis président du conseil. Lorsque son affaire périclite et fait finalement faillite en 1877, il s'installe dans la vallée de la Shell River, au Manitoba, dont il devient le premier responsable puis le président du conseil judiciaire du district de l'ouest en 1881.
Il mène en 1885 un groupe de miliciens chargés d'aider les troupes fédérales à écraser la rébellion du Nord-Ouest. Il est nommé membre du Sénat du Canada en 1889.